# Хоменково (Кролевецкий район)
Хоменково (укр. Хоменкове) — село,
Мутинский сельский совет,
Кролевецкий район,
Сумская область,
Украина.
Код КОАТУУ — 5922686308. Население по переписи 2001 года составляло 10 человек .

## Географическое положение
Село Хоменково находится в 6-и км от города Кролевец на автомобильной дороге Т-1907.
На расстоянии в 1 км расположены сёла Свидня, Кащенково, Соломашино и Бескровное.